# Marcelencio Esajas
Marcelencio Esajas (Amsterdam, 10 juni 2002) is een Nederlands voetballer van Surinaamse afkomst die doorgaans als middenvelder speelt. Hij verruilde in 2024 Almere City FC voor TOP Oss.

## Carrière
Marcelencio Esajas speelde in de jeugd van CVV Vlug en Vaardig en Almere City FC. Hij debuteerde in het eerste elftal van Almere op 27 augustus 2021, in de met 3-4 gewonnen uitwedstrijd tegen Roda JC Kerkrade. Hij kwam in de 69e minuut in het veld voor Ryan Koolwijk. Een maand later kreeg hij zijn eerste contract aangeboden, wat tot medio 2024 loopt. Op 7 november 2021 maakte hij zijn basisdebuut in de met 1-3 verloren thuiswedstrijd tegen ADO Den Haag. Esajas bleef twee jaar met Almere in de Eerste divisie spelen. Na afloop van het seizoen 2022/23 speelde hij vier wedstrijden in de play-offs om promotie, welke uiteindelijk gewonnen werden van FC Emmen, waardoor Almere promoveerde naar de Eredivisie.
Esajas maakte zijn debuut in de Eredivisie voor Almere City in de openingsronde van het seizoen 2024/25, tegen FC Twente (1-4). Hij kwam in de 57e minuut in de ploeg voor Pascu en gaf een assist. Dit zou zijn laatste competitiewedstrijd worden voor Almere; hij vervolgde het seizoen bij Jong Almere dat was gepromoveerd naar de Tweede divisie.

### TOP Oss
Medio 2024 ging Esajas naar TOP Oss. Hij debuteerde tegen Excelsior Rotterdam (3-1) in de openingsronde. Hij kwam een halfuur voor tijd in de ploeg voor Mitchell van Rooijen. Hij werd al snel basisspeler voor TOP. Op 4 april 2025 scoorde hij zijn eerste doelpunt tegen VVV-Venlo (2-1). Op aangeven van Luciano Slagveer maakte hij de openingstreffer.

## Statistieken
| Seizoen | Club             | Competitie     | Competitie | Competitie | Beker | Beker | Overig | Overig | Totaal | Totaal |
| Seizoen | Club             | Competitie     | Wed.       | Dlp.       | Wed.  | Dlp.  | Wed.   | Dlp.   | Wed.   | Dlp.   |
| ------- | ---------------- | -------------- | ---------- | ---------- | ----- | ----- | ------ | ------ | ------ | ------ |
| 2021/22 | Almere City FC   | Eerste divisie | 18         | 0          | 0     | 0     | 0      | 0      | 18     | 0      |
| 2022/23 | Almere City FC   | Eerste divisie | 14         | 0          | 0     | 0     | 4      | 0      | 18     | 0      |
| 2023/24 | Almere City FC   | Eredivisie     | 1          | 0          | 1     | 0     | 0      | 0      | 2      | 0      |
| 2023/24 | Jong Almere City | Derde divisie  | 22         | 2          | 0     | 0     | 0      | 0      | 22     | 2      |
| 2024/25 | TOP Oss          | Eerste divisie | 34         | 1          | 1     | 0     | 0      | 0      | 35     | 1      |
| Totaal  | Totaal           | Totaal         | 89         | 3          | 2     | 0     | 4      | 0      | 95     | 3      |

Bijgewerkt op 7 juni 2025.